# Рау Алб (Хунедоара)
Рау Алб (рум. Râu Alb) насеље је у Румунији у округу Хунедоара у општини Салашу Де Сус. Oпштина се налази на надморској висини од 410 m.

## Становништво
Према подацима из 2002. године у насељу је живело 218 становника, од којих су сви румунске националности.